# Schickebergtunnel
Der Schickebergtunnel ist ein 1517 m langer Eisenbahntunnel der Schnellfahrstrecke Hannover–Würzburg. Er liegt südwestlich des Ortsteils Obergeis der hessischen Gemeinde Neuenstein.

## Lage und Verlauf

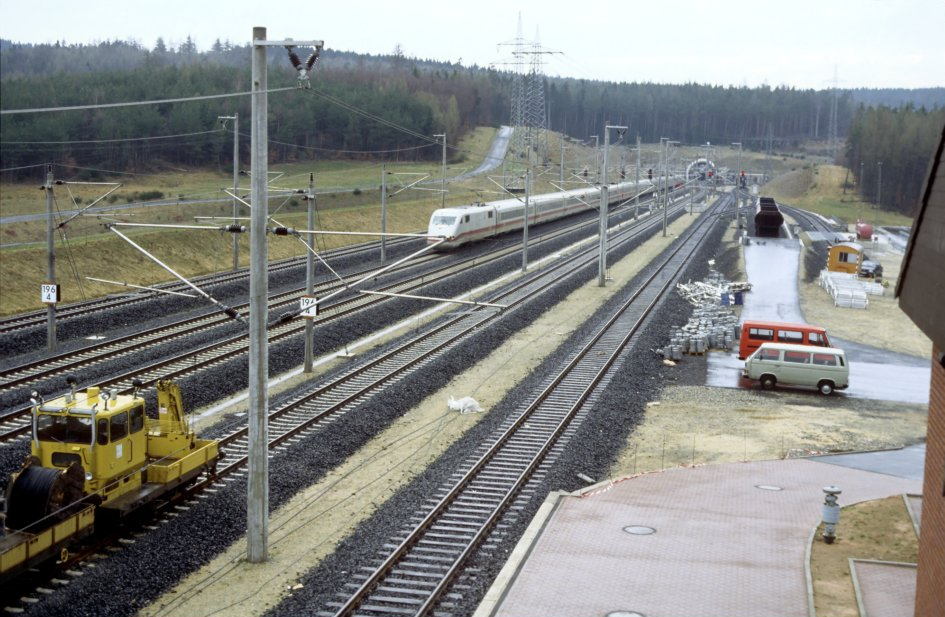
Blick vom Stellwerksgebäude des Bahnhofs Kirchheim auf das Südportal des Tunnels. Ein ICE 1 hat den Tunnel auf dem Weg nach Süden gerade verlassen.

Das Bauwerk liegt zwischen den Streckenkilometern 194,293 und 195,810. Das Bauwerk unterquert ein Waldgebiet und, neben anderen Wegen, die Bundesautobahn 7.
Die nach dem Verzeichnis der örtlich zulässigen Geschwindigkeiten (VzG) zulässige Geschwindigkeit im Bereich des Bauwerks liegt bei 280 km/h. Aufgrund von Restriktionen durch das Tunnelbegegnungsverbot sind tatsächlich nur 250 km/h zugelassen.
Nach einem kurzen oberirdischen Streckenabschnitt schließt sich nördlich der Kalte-Sand-Tunnel an. Im Tunnel liegt ein Gleiswechsel mit vier Weichen des südlich angrenzenden Bahnhofs Kirchheim.

## Geschichte
Das Bauwerk wurde Anfang 1984 mit einer Länge von 1400 m geplant. Die Bauarbeiten sollten im Januar 1986 beginnen und im Februar 1988 abgeschlossen werden. Die kalkulierten Kosten lagen bei 37,9 Millionen DM.
Das Bauwerk war Mitte der 1980er Jahre mit einer Länge von 1463 m geplant. Es lag im Planungsabschnitt 15 im Mittelabschnitt der Neubaustrecke.
Der Tunnel wurde als Teil des Neubaustreckenabschnitts Göttingen–Kassel 1991 in Betrieb genommen.